# Ministri della giustizia della Repubblica Italiana
I ministri della giustizia della Repubblica Italiana si sono avvicendati dal 1946 in poi.

## Lista
| Ministro           | Ministro         | Ministro                              | Partito                        | Governo                     | Mandato          | Mandato          | Leg.             |
| Ministro           | Ministro         | Ministro                              | Partito                        | Governo                     | Inizio           | Fine             | Leg.             |
| ------------------ | ---------------- | ------------------------------------- | ------------------------------ | --------------------------- | ---------------- | ---------------- | ---------------- |
| Grazia e giustizia |                  |                                       |                                |                             |                  |                  |                  |
|                    |                  | Fausto Gullo (1887-1974)              | Partito Comunista Italiano     | De Gasperi II               | 14 luglio 1946   | 2 febbraio 1947  | AC               |
| De Gasperi III     | 2 febbraio 1947  | Fausto Gullo (1887-1974)              | Partito Comunista Italiano     | 1º giugno 1947              |                  |                  | AC               |
|                    |                  | Giuseppe Grassi (1883-1950)           | Partito Liberale Italiano      | De Gasperi IV               | 1º giugno 1947   | 24 maggio 1948   | AC               |
| De Gasperi V       | 24 maggio 1948   | Giuseppe Grassi (1883-1950)           | Partito Liberale Italiano      | 25 gennaio 1950             | I                |                  |                  |
|                    |                  | Attilio Piccioni (1892-1976)          | Democrazia Cristiana           | De Gasperi VI               | I                | 28 gennaio 1950  | 26 luglio 1951   |
|                    |                  | Adone Zoli (1887-1960)                | Democrazia Cristiana           | De Gasperi VII              | I                | 26 luglio 1951   | 16 luglio 1953   |
|                    |                  | Guido Gonella (1905-1982)             | Democrazia Cristiana           | De Gasperi VIII             | 16 luglio 1953   | 17 agosto 1953   | II               |
|                    |                  | Antonio Azara (1883-1967)             | Democrazia Cristiana           | Pella                       | 17 agosto 1953   | 19 gennaio 1954  | II               |
|                    |                  | Michele De Pietro (1884-1967)         | Democrazia Cristiana           | Fanfani I                   | 19 gennaio 1954  | 10 febbraio 1954 | II               |
| Scelba             | 10 febbraio 1954 | Michele De Pietro (1884-1967)         | Democrazia Cristiana           | 6 luglio 1955               |                  |                  | II               |
|                    |                  | Aldo Moro (1916-1978)                 | Democrazia Cristiana           | Segni I                     | 6 luglio 1955    | 20 maggio 1957   | II               |
|                    |                  | Guido Gonella (1905-1982)             | Democrazia Cristiana           | Zoli                        | 20 maggio 1957   | 2 luglio 1958    | II               |
| Fanfani II         | 2 luglio 1958    | Guido Gonella (1905-1982)             | Democrazia Cristiana           | 16 febbraio 1959            | III              |                  |                  |
| Segni II           | 16 febbraio 1959 | Guido Gonella (1905-1982)             | Democrazia Cristiana           | 26 marzo 1960               | III              |                  |                  |
| Tambroni           | 26 marzo 1960    | Guido Gonella (1905-1982)             | Democrazia Cristiana           | 27 luglio 1960              | III              |                  |                  |
| Fanfani III        | 27 luglio 1960   | Guido Gonella (1905-1982)             | Democrazia Cristiana           | 22 febbraio 1962            | III              |                  |                  |
|                    |                  | Giacinto Bosco (1905-1997)            | Democrazia Cristiana           | Fanfani IV                  | III              | 22 febbraio 1962 | 22 giugno 1963   |
| Leone I            | 22 giugno 1963   | Giacinto Bosco (1905-1997)            | Democrazia Cristiana           | 5 dicembre 1963             | IV               |                  |                  |
|                    |                  | Oronzo Reale (1902-1988)              | Partito Repubblicano Italiano  | Moro I                      | IV               | 5 dicembre 1963  | 23 luglio 1964   |
| Moro II            | 23 luglio 1964   | Oronzo Reale (1902-1988)              | Partito Repubblicano Italiano  | 24 febbraio 1966            | IV               |                  |                  |
| Moro III           | 24 febbraio 1966 | Oronzo Reale (1902-1988)              | Partito Repubblicano Italiano  | 25 giugno 1968              | IV               |                  |                  |
|                    |                  | Guido Gonella (1905-1982)             | Democrazia Cristiana           | Leone II                    | 25 giugno 1968   | 13 dicembre 1968 | V                |
|                    |                  | Silvio Gava (1901-1999)               | Democrazia Cristiana           | Rumor I                     | 13 dicembre 1968 | 6 agosto 1969    | V                |
| Rumor II           | 6 agosto 1969    | Silvio Gava (1901-1999)               | Democrazia Cristiana           | 28 marzo 1970               |                  |                  | V                |
|                    |                  | Oronzo Reale (1902-1988)              | Partito Repubblicano Italiano  | Rumor III                   | 28 marzo 1970    | 6 agosto 1970    | V                |
| Colombo            | 6 agosto 1970    | Oronzo Reale (1902-1988)              | Partito Repubblicano Italiano  | 6 marzo 1971                |                  |                  | V                |
|                    |                  | Guido Gonella (1905-1982)             | Democrazia Cristiana           | Andreotti I                 | 18 febbraio 1972 | 26 giugno 1972   | V                |
| Andreotti II       | 26 giugno 1972   | Guido Gonella (1905-1982)             | Democrazia Cristiana           | 8 luglio 1973               | VI               |                  |                  |
|                    |                  | Mario Zagari (1913-1996)              | Partito Socialista Italiano    | Rumor IV                    | VI               | 8 luglio 1973    | 15 marzo 1974    |
| Rumor V            | 15 marzo 1974    | Mario Zagari (1913-1996)              | Partito Socialista Italiano    | 23 novembre 1974            | VI               |                  |                  |
|                    |                  | Oronzo Reale (1902-1988)              | Partito Repubblicano Italiano  | Moro IV                     | VI               | 23 novembre 1974 | 12 febbraio 1976 |
|                    |                  | Francesco Paolo Bonifacio (1923-1989) | Democrazia Cristiana           | Moro V                      | VI               | 12 febbraio 1976 | 30 luglio 1976   |
| Andreotti III      | 30 luglio 1976   | Francesco Paolo Bonifacio (1923-1989) | Democrazia Cristiana           | 13 marzo 1978               | VII              |                  |                  |
| Andreotti IV       | 13 marzo 1978    | Francesco Paolo Bonifacio (1923-1989) | Democrazia Cristiana           | 21 marzo 1979               | VII              |                  |                  |
|                    |                  | Tommaso Morlino (1925-1983)           | Democrazia Cristiana           | Andreotti V                 | VII              | 21 marzo 1979    | 5 agosto 1979    |
| Cossiga I          | 5 agosto 1979    | Tommaso Morlino (1925-1983)           | Democrazia Cristiana           | 4 aprile 1980               | VIII             |                  |                  |
| Cossiga II         | 4 aprile 1980    | Tommaso Morlino (1925-1983)           | Democrazia Cristiana           | 18 ottobre 1980             | VIII             |                  |                  |
|                    |                  | Adolfo Sarti (1928-1992)              | Democrazia Cristiana           | Forlani                     | VIII             | 18 ottobre 1980  | 23 maggio 1981   |
|                    |                  | Clelio Darida (1927-2017)             | Democrazia Cristiana           | Forlani                     | VIII             | 23 maggio 1981   | 28 giugno 1981   |
| Spadolini I        | 28 giugno 1981   | Clelio Darida (1927-2017)             | Democrazia Cristiana           | 23 agosto 1982              | VIII             |                  |                  |
| Spadolini II       | 23 agosto 1982   | Clelio Darida (1927-2017)             | Democrazia Cristiana           | 1º dicembre 1982            | VIII             |                  |                  |
| Fanfani V          | 1º dicembre 1982 | Clelio Darida (1927-2017)             | Democrazia Cristiana           | 4 agosto 1983               | VIII             |                  |                  |
|                    |                  | Mino Martinazzoli (1931-2011)         | Democrazia Cristiana           | Craxi I                     | 4 agosto 1983    | 1º agosto 1986   | IX               |
|                    |                  | Virginio Rognoni (1924-2022)          | Democrazia Cristiana           | Craxi II                    | 1º agosto 1986   | 18 aprile 1987   | IX               |
| Fanfani VI         | 18 aprile 1987   | Virginio Rognoni (1924-2022)          | Democrazia Cristiana           | 29 luglio 1987              |                  |                  | IX               |
|                    |                  | Giuliano Vassalli (1915-2009)         | Partito Socialista Italiano    | Goria                       | 29 luglio 1987   | 13 aprile 1988   | X                |
| De Mita            | 13 aprile 1988   | Giuliano Vassalli (1915-2009)         | Partito Socialista Italiano    | 23 luglio 1989              |                  |                  | X                |
| Andreotti VI       | 23 luglio 1989   | Giuliano Vassalli (1915-2009)         | Partito Socialista Italiano    | 2 febbraio 1991             |                  |                  | X                |
| Andreotti VI       |                  |                                       | Claudio Martelli (1943)        | Partito Socialista Italiano | 2 febbraio 1991  | 13 aprile 1991   | X                |
| Andreotti VII      | 13 aprile 1991   | 28 giugno 1992                        | Claudio Martelli (1943)        | Partito Socialista Italiano |                  |                  | X                |
| Amato I            | 28 giugno 1992   | 10 febbraio 1993                      | Claudio Martelli (1943)        | Partito Socialista Italiano | XI               |                  |                  |
| Amato I            |                  |                                       | Giovanni Conso (1922-2015)     | Indipendente                | XI               | 12 febbraio 1993 | 29 aprile 1993   |
| Ciampi             | 29 aprile 1993   | 11 maggio 1994                        | Giovanni Conso (1922-2015)     | Indipendente                | XI               |                  |                  |
|                    |                  | Alfredo Biondi (1928-2020)            | Unione di Centro               | Berlusconi I                | 11 maggio 1994   | 17 gennaio 1995  | XII              |
|                    |                  | Filippo Mancuso (1922-2011)           | Indipendente                   | Dini                        | 17 gennaio 1995  | 19 ottobre 1995  | XII              |
|                    |                  | Vincenzo Caianiello (1932-2002)       | Indipendente                   | Dini                        | 16 febbraio 1996 | 18 maggio 1996   | XII              |
|                    |                  | Giovanni Maria Flick (1940)           | Indipendente                   | Prodi I                     | 18 maggio 1996   | 21 ottobre 1998  | XIII             |
|                    |                  | Oliviero Diliberto (1956)             | Partito dei Comunisti Italiani | D'Alema I                   | 21 ottobre 1998  | 22 dicembre 1999 | XIII             |
| D'Alema II         | 22 dicembre 1999 | Oliviero Diliberto (1956)             | Partito dei Comunisti Italiani | 26 aprile 2000              |                  |                  | XIII             |
| Giustizia          |                  |                                       |                                |                             |                  |                  |                  |
|                    |                  | Piero Fassino (1949)                  | Democratici di Sinistra        | Amato II                    | 26 aprile 2000   | 11 giugno 2001   | XIII             |
|                    |                  | Roberto Castelli (1946)               | Lega Nord                      | Berlusconi II               | 11 giugno 2001   | 23 aprile 2005   | XIV              |
| Berlusconi III     | 23 aprile 2005   | Roberto Castelli (1946)               | Lega Nord                      | 17 maggio 2006              |                  |                  | XIV              |
|                    |                  | Clemente Mastella (1947)              | Popolari UDEUR                 | Prodi II                    | 17 maggio 2006   | 17 gennaio 2008  | XV               |
|                    |                  | Luigi Scotti (1932)                   | Indipendente                   | Prodi II                    | 7 febbraio 2008  | 8 maggio 2008    | XV               |
|                    |                  | Angelino Alfano (1970)                | Il Popolo della Libertà        | Berlusconi IV               | 8 maggio 2008    | 27 luglio 2011   | XVI              |
|                    |                  | Nitto Palma (1950)                    | Il Popolo della Libertà        | Berlusconi IV               | 27 luglio 2011   | 16 novembre 2011 | XVI              |
|                    |                  | Paola Severino (1948)                 | Indipendente                   | Monti                       | 16 novembre 2011 | 28 aprile 2013   | XVI              |
|                    |                  | Annamaria Cancellieri (1943)          | Indipendente                   | Letta                       | 28 aprile 2013   | 22 febbraio 2014 | XVII             |
|                    |                  | Andrea Orlando (1969)                 | Partito Democratico            | Renzi                       | 22 febbraio 2014 | 12 dicembre 2016 | XVII             |
| Gentiloni          | 12 dicembre 2016 | Andrea Orlando (1969)                 | Partito Democratico            | 1º giugno 2018              |                  |                  | XVII             |
|                    |                  | Alfonso Bonafede (1976)               | Movimento 5 Stelle             | Conte I                     | 1º giugno 2018   | 5 settembre 2019 | XVIII            |
| Conte II           | 5 settembre 2019 | Alfonso Bonafede (1976)               | Movimento 5 Stelle             | 13 febbraio 2021            |                  |                  | XVIII            |
|                    |                  | Marta Cartabia (1963)                 | Indipendente                   | Draghi                      | 13 febbraio 2021 | 22 ottobre 2022  | XVIII            |
|                    |                  | Carlo Nordio (1947)                   | Fratelli d'Italia              | Meloni                      | 22 ottobre 2022  | in carica        | XIX              |